# Unione Nazionale Attacco

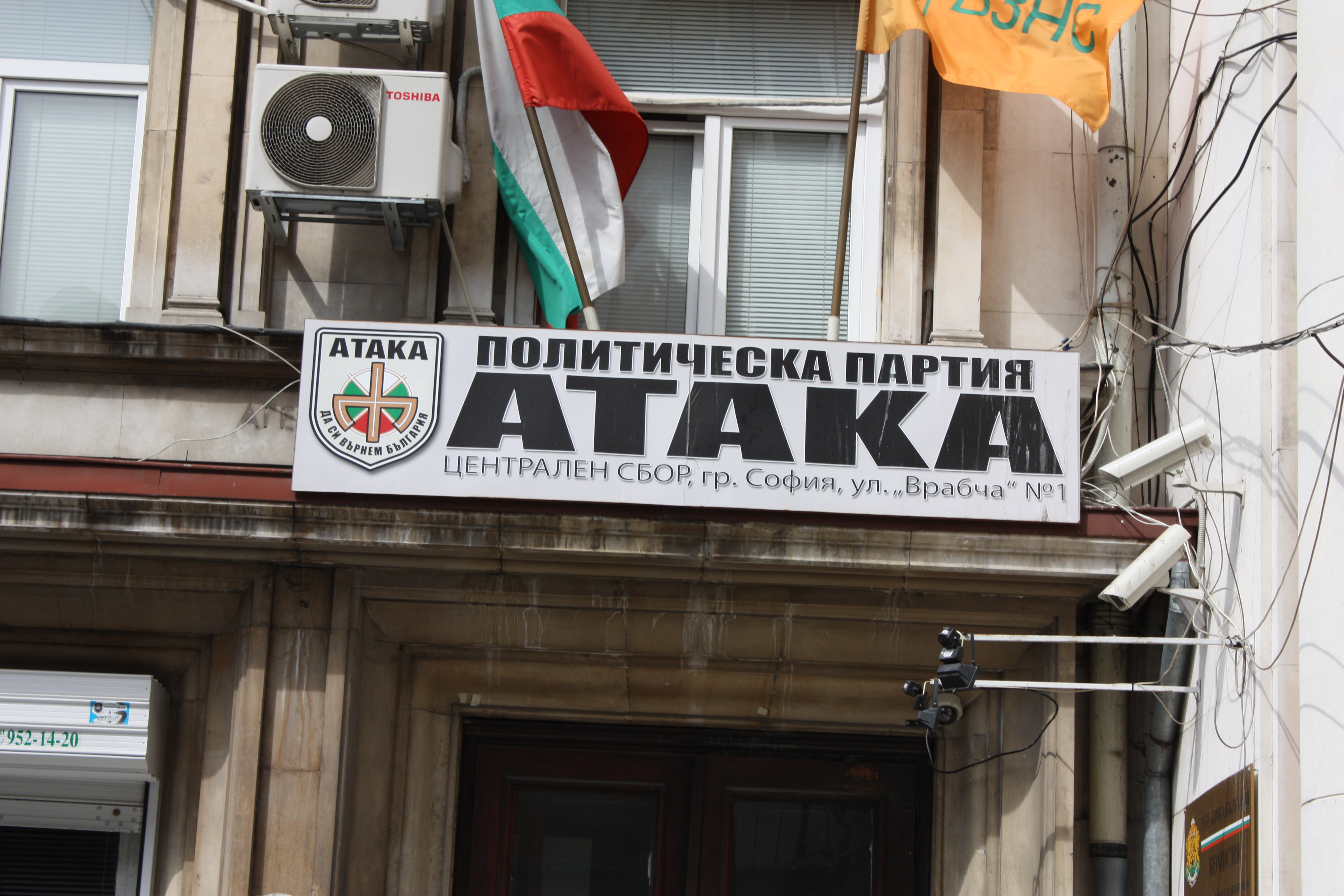
Sede del partito a Sofia

Unione Nazionale Attacco (in bulgaro: Национален Съюз Атака, Nacionalen Săjuz Ataka) è un partito politico bulgaro di orientamento ultranazionalista e di destra sociale fondato nel 2005 da Volen Siderov.
Sostiene la nazionalizzazione delle imprese operanti in settori strategici, la proclamazione della religione cristiana ortodossa come religione di Stato e l'abolizione delle tutele accordate alle minoranze linguistiche, in particolare turchi e rom; in passato, si è battuto contro l'ingresso del Paese nella NATO.
Il partito possiede il canale televisivo Alfa TV, in onda dal 2011.

## Storia
Il partito si presentò per la prima volta in occasione delle elezioni parlamentari del 2005, aggregando tre distinti movimenti politici:
- il Movimento Nazionale per la Salvezza della Patria (Nacionalno Dviženie za Spasenie na Otecestvoto);
- il Partito Patriottico Nazionale Bulgaro (Balgarska Nacionalna-Patriotična Partija);
- l'Unione delle Forze Patriottiche e dei Militari Riservisti (Săjuz na Patriotičnite Sili i Vojnite ot Zapaca Zacšita).

La formazione ottenne l'8,2% dei voti ed elesse 21 deputati.
Alle presidenziali del 2006 il leader di Ataka, Siderov, arrivò secondo con il 21,5% dei consensi al primo turno, ma fu ampiamente battuto al ballottaggio da Parnanov (BSP).
Alle elezioni europee del 2007, Ataka ha ottenuto il 14,2% ed ha eletto due euro-deputati. Alle elezioni politiche del 2009, Ataka ottenne il 9,4% dei consensi ed elesse 21 seggi. Alle elezioni europee dello stesso anno, Ataka ottenne l'11% dei consensi, intrecentando quindi il risultato delle politiche, ma peggiorandolo rispetto alle europee di due anni prima.
Il calo del partito continuò anche alle elezioni parlamentari del 2013, dove Ataka pur passando da 21 a 23 seggi, calò al 7,3% dei consensi. I nazionalisti non riuscirono ad avvantaggiarsi né del calo dei nazional-conservatori di Ordine, Legge e Giustizia (- 2,4%), né di quello dei conservatori di GERB (- 9,2%). Il governo conservatore, guidato da Bojko Borisov, si era del resto dimesso pochi mesi prima della scadenza del mandato a causa delle proteste di piazza contro la crisi economica.
In seguito alla scissione del Fronte Nazionale per la Salvezza della Bulgaria, Ataka subisce un vero e proprio crollo alle europee del 2014 ottenendo solo il 2,96% e nessun seggio a Strasburgo.

## Risultati elettorali
| Elezione              | Voti    | %    | Seggi    | Posizione         |
| --------------------- | ------- | ---- | -------- | ----------------- |
| Parlamentari 2005     | 296.848 | 8,17 | 21 / 240 | Opposizione       |
| Parlamentari 2009     | 395.733 | 9,36 | 21 / 240 | Maggioranza       |
| Parlamentari 2013     | 258.481 | 7,30 | 23 / 240 | Opposizione       |
| Parlamentari 2014     | 148.262 | 4,52 | 11 / 240 | Opposizione       |
| Parlamentari 2017     | 318.513 | 9,31 | 27 / 240 | Maggioranza       |
| Parlamentari 2021 (1) | 15.659  | 0,48 | 0 / 240  | Extraparlamentare |
| Parlamentari 2021 (2) | 12.585  | 0,45 | 0 / 240  | Extraparlamentare |
| Parlamentari 2021 (3) | 12.153  | 0,46 | 0 / 240  | Extraparlamentare |
| Parlamentari 2022     | 7.593   | 0,29 | 0 / 240  | Extraparlamentare |
| Parlamentari 2023     | 10.505  | 0,40 | 0 / 240  | Extraparlamentare |
| 1.                    |         |      |          |                   |

| Elezione           | Elezione | Candidato             | Voti    | %     | Esito                |
| ------------------ | -------- | --------------------- | ------- | ----- | -------------------- |
| Presidenziali 2006 | I turno  | Volen Siderov         | 597.175 | 21,49 | ❌ Non eletta/o (2º) |
| Presidenziali 2006 | II turno | Volen Siderov         | 649.387 | 24,05 | ❌ Non eletta/o (2º) |
| Presidenziali 2011 | I turno  | Volen Siderov         | 122.466 | 3,64  | ❌ Non eletta/o (4º) |
| Presidenziali 2016 | I turno  | Krasimir Karakachanov | 573.016 | 14,97 | ❌ Non eletta/o (3º) |

| Elezione     | Voti    | %     | Seggi  |
| ------------ | ------- | ----- | ------ |
| Europee 2007 | 275.237 | 14,20 | 3 / 18 |
| Europee 2009 | 308.052 | 11,96 | 2 / 17 |
| Europee 2014 | 66.210  | 2,96  | 0 / 17 |
| Europee 2019 | 20.906  | 1,04  | 0 / 17 |